# Helbe

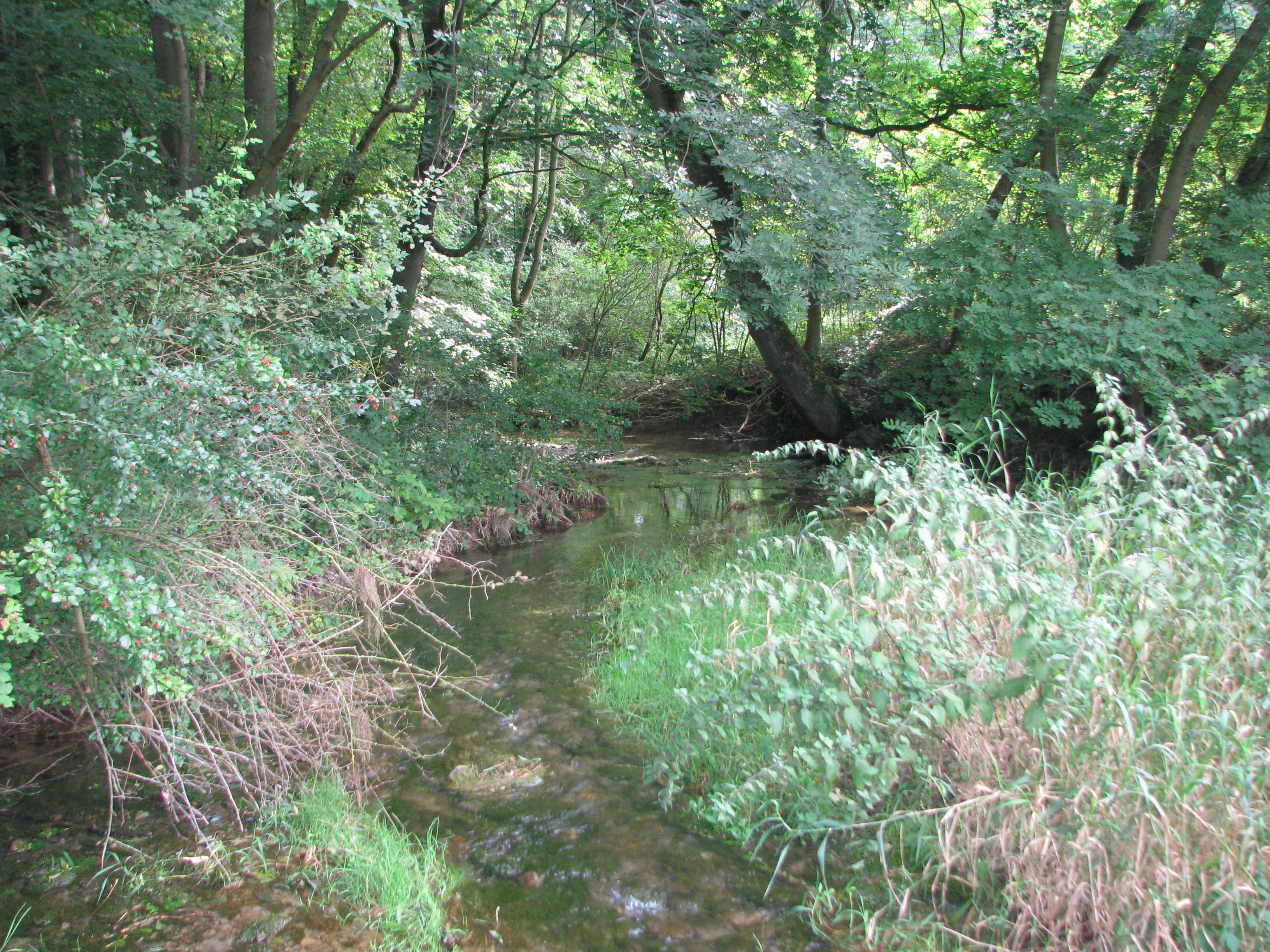
Die Helbe bei Großbrüchter

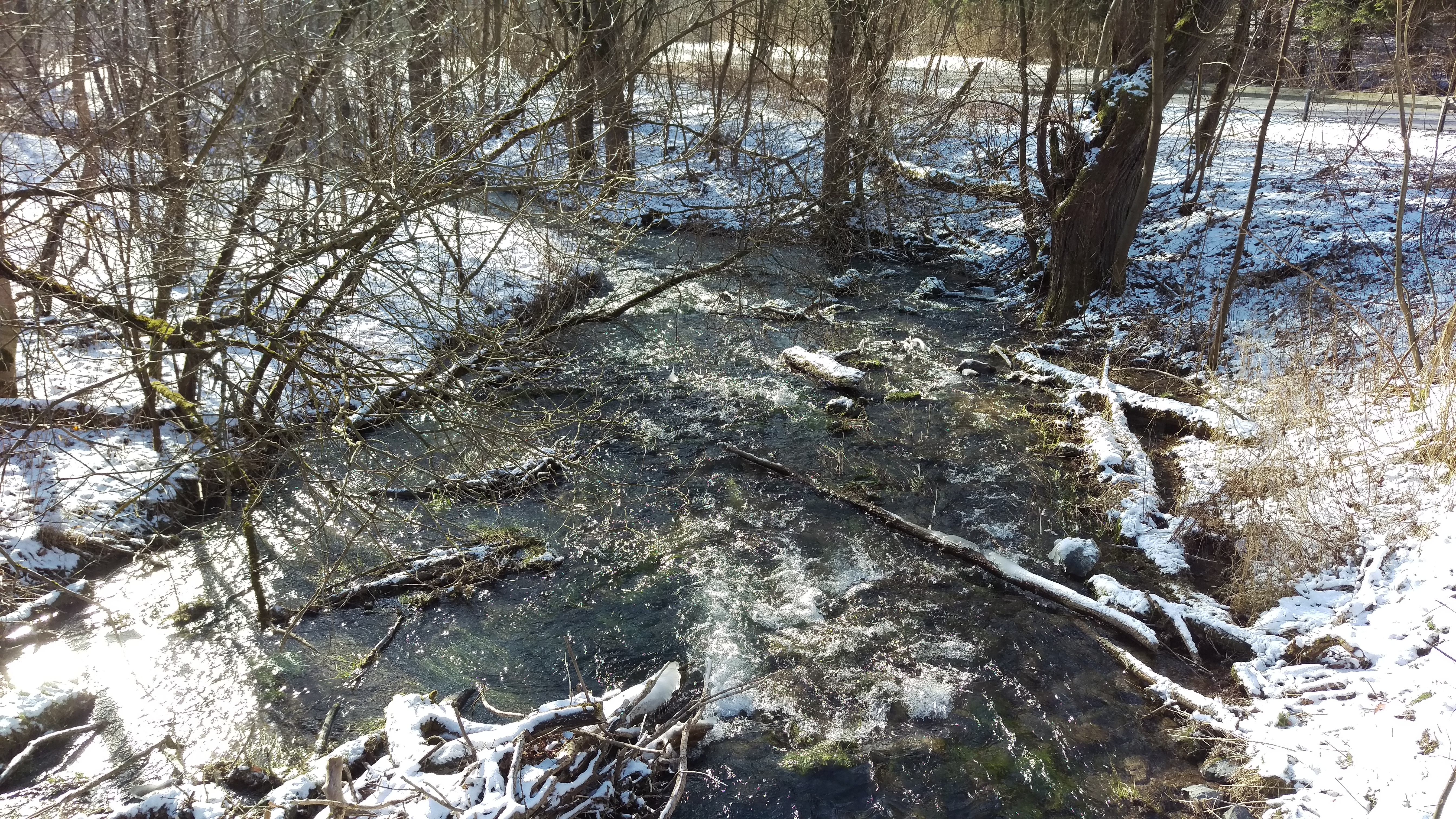
Die Helbe südlich von Dietenborn im oberen Helbetal

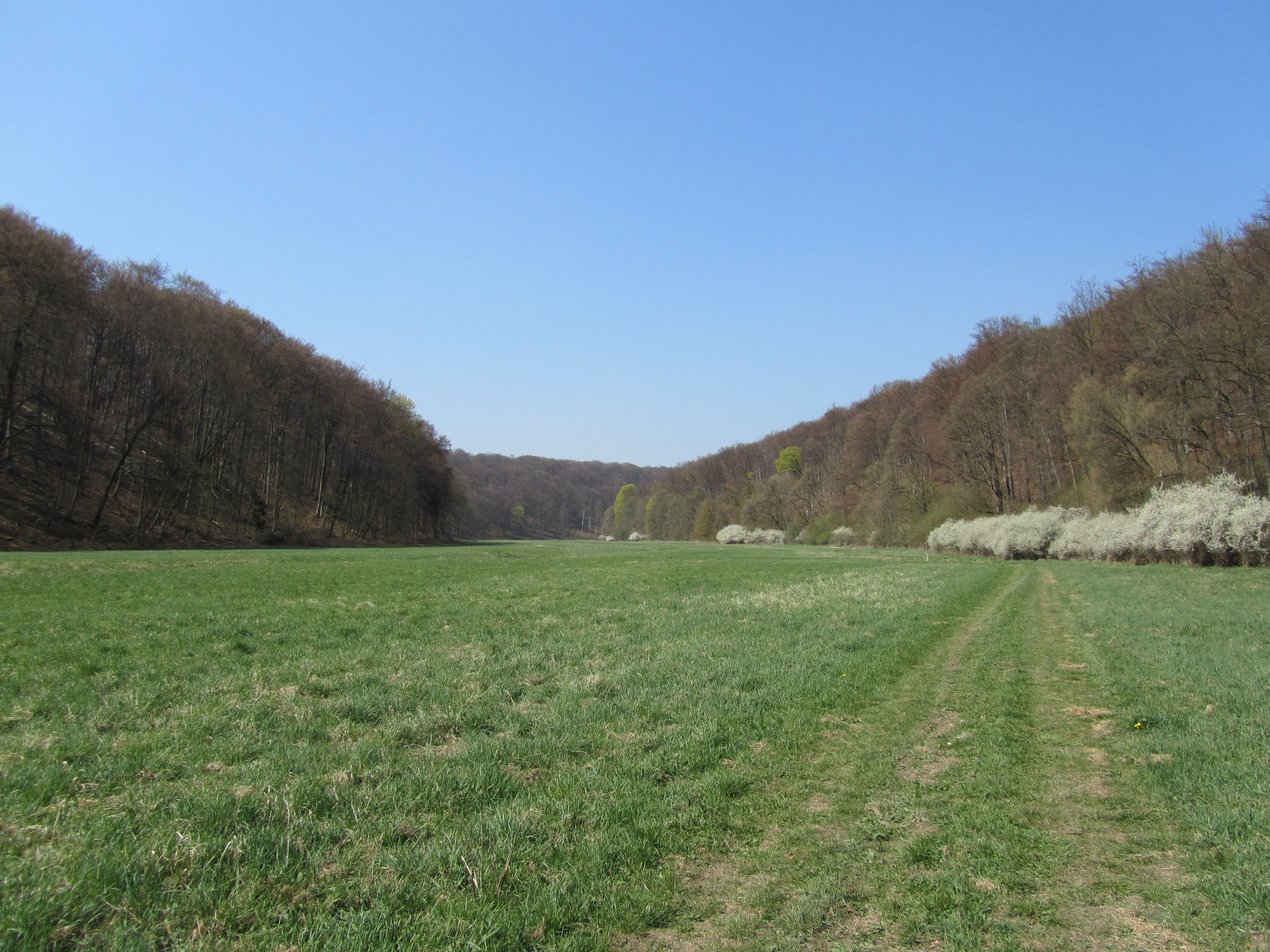
Oberes Helbetal

Die Helbe ist ein 79,8 km langer, westlicher und orographisch linker Nebenfluss der Unstrut im Landkreis Eichsfeld, Unstrut-Hainich-Kreis, Kyffhäuserkreis und Landkreis Sömmerda in Thüringen (Deutschland).

## Name
Im Jahr 1267 taucht der Fluss als aquam … Helbe erstmals in den schriftlichen Urkunden auf. Der Name steht möglicherweise mit dem germanischen Wortstamm *hel-a- für 'verbergen' in Verbindung.

## Verlauf

### Quellarme
Zwei Quellarme führen das Wasser der Helbe aus dem Dün und der westlichen Hainleite zusammen. Beide führen nur episodisch und manchmal nur streckenweise Wasser. Grund dafür ist die Verkarstung des im Untergrund anstehenden Muschelkalks, der die starken Schwankungen des Karstwasserspiegels im Helbetalgebiet (bis zu 30 m Höhenunterschied) verursacht. Der Zusammenfluss beider Arme liegt in einem abseitigen Tal nahe dem Helbehaus (⊙).
Der rechte Quellarm, der viel länger als der linke ist, ist der aus Richtung Beberstedt kommende und entspringt (⊙) auf etwa 472 m ü. NHN. Er führt, meist unterirdisch versickert fließend, das aus dem Gebiet um Beberstedt, Hüpstedt, Keula und Holzthaleben stammende Wasser heran. Hier verläuft die Helbe zunächst als Steingraben in einem der längsten Trockentäler Deutschlands in östlicher Richtung über das Muschelkalkplateau am Nordwestrand des Thüringer Beckens.
Der linke Quellarm, der viel kürzer als der rechte ist, ist der aus Richtung des einiges oberhalb seiner Quelle gelegenen Friedrichsrode kommende und entspringt (⊙) auf etwa 381 m Höhe. Er fließt durch den Feuergrund ins Helbetal. In ihm sind oftmals feuchte Quellsümpfe zu sehen. Aber auch diese versiegen in der längsten Zeit des Jahres.

### Oberlauf / Oberes Helbetal
Im Oberlauf verläuft die Helbe durch das Obere Helbetal, eine Landschaft, die durch Ausspülen von Muschelkalk entstand und entsteht. So sind Taleinschnitte von etwa 100 m Tiefe vorhanden. Der Teil der Helbe vom Zusammenfluss der beiden Quellarme bis zur Steinmühle bei Dietenborn führt meist nur vom späten Winter bis zum späten Frühjahr Wasser. Während die Helbe hier im März oft ihr Bett verlässt und manchmal das Tal in seiner ganzen Breite überschwemmt, kommt es oft im Mai innerhalb weniger Tage zum Versiegen des Baches. Die Wüstung des Dorfes Helbe und der Rabenmühle lassen darauf schließen, dass dieser Teil der Helbe in früheren Zeiten wesentlich mehr Wasser führte. Manche Sagen des Helbetales handeln sogar von einem schiffbaren Fluss. Heute ist das Obere Helbetal ein beliebtes Wandergebiet mit einigen Sehenswürdigkeiten und bemerkenswerter Flora.

### Mittellauf
Im Mittellauf führt die Helbe von der Steinmühle bis zum sogenannten Helbesystem bei Wasserthaleben in der meisten Zeit des Jahres Wasser. Hier gibt es etliche Gehöfte mit der Namensendung -mühle; betriebene Wassermühlen sind aber nicht mehr vorhanden. Bei Wiedermuth verlässt die Helbe das Helbetal. Von dort führt sie ihr Lauf südlich entlang der Hainleite südostwärts über Ebeleben nach Wasserthaleben.

### Unterlauf / Mündungsarme
Zwischen Wasserthaleben und Clingen wurde die Helbe in drei Mündungsarme geteilt (entlang dem Mündungsgewässer Unstrut flussabwärts betrachtet); die drei Mündungen liegen insgesamt 1,5 km (Luftlinie; Entfernung vom Süd- zum Nordarm) auseinander:
Die Sächsische Helbe bildet den südlichen (rechten) Arm der Helbe – sie wurde im 14. Jahrhundert für die Wasserversorgung von Weißensee angelegt und mündet (⊙) nahe Waltersdorf in den dort etwa von Südosten kommenden Saale-Zufluss Unstrut.
Zwischen dem Süd- und Nordarm verläuft als mittlerer Arm der Steingraben als ursprünglicher Flusslauf. Am Helbewehr wird ihm das meiste Wasser bereitgestellt. Mit der Schwarzburger Helbe ist er mehrfach durch Abzugsgräben zur Wasserregulierung verbunden. Ab Nausiß heißt der Steingraben dann Lache. Die ehemalige Haupthelbe passiert Waltersdorf nördlich und mündet (⊙) gegenüber von Griefstedt auf 130,9 m Höhe in die Unstrut.
Der nördliche (linke) Arm wird als Schwarzburger, Schwarzburgsche oder Schwarzburgische Helbe bezeichnet und stellt den ältesten, künstlichen Abzweig der Helbe dar. Der Graben wurde Mitte des 13. Jahrhunderts vom Deutschen Orden angelegt. Er mündet (⊙) bei der Thomas-Müntzer-Siedlung auf 130,6 m in die Unstrut; am gegenüberliegenden Ufer etwas weiter flussabwärts liegt Riethgen. Um 1530 wurde von der Schwarzburgschen Helbe die Kupferhelbe abgeleitet. Sie floss zwischen Westgreußen und Clingen in südliche bis südöstliche Richtung. Die Kupferhelbe würde heute, teils parallel der B4, in einem nach Norden ausholenden Bogen die Greußener Innenstadt durchfließen. Es sind aktuell kaum noch Überreste des Wassergrabens sichtbar.

## Nebenbäche/Nebentäler
Im Oberen Helbetal münden mehrere Trockentäler ein, im Mittel- und Unterlauf folgen kleine Quellen (Born) unweit des Flusses sowie einige Bäche (l = linksseitig; r = rechtsseitig):
- Urtal – zwischen Keula und Holzthaleben (l)
- Zitztal – nordwestlich von Holzthaleben (l)
- Düstrer Grund – nordöstlich von Holzthaleben (l)
- Feuergrund – südöstlich von Friedrichsrode (l)
- Martinsgrund – nordwestlich von Kleinberndten (l)
- Schinderloch – nordwestlich von Großbrüchter (r)
- Ingelstedter Grund – nordwestlich von Großbrüchter (r)
- Dietenborn – südlich der Ortschaft Dietenborn (l)
- Schinkleigraben – westlich von Himmelsberg (l)
- Loosbach – bei Wiedermuth (r)
- Urtal – bei Ebeleben (r)
- Neunbörner – bei Bliederstedt (l)
- Stettenborn – östlich von Thüringenhausen (l)
- Sumpfbach – östlich von Bliederstedt (l)
- Mühlbach aus dem Mühltal kommend – östlich von Großenehrich (r)
- Grollbach – östlich von Greußen; in den Steingraben (r)